# Paraplyorganisation
Paraplyorganisation eller federation är en organisation med mindre organisationer under sig. Ett exempel kan vara Riksidrottsförbundet i Sverige, som är en federation av nationella specialidrottsförbund.
Begreppet paraplyorganisation är en organisation med flera, mindre organisationer under sig. Målet är att fungera som hjälpande hand och säkerhet för de mindre organisationerna men samtidigt inte styra de mindre organisationerna med en järnhand. Av alla de icke-vinstdrivande organisationer som finns i USA är minst en femtedel av dem medlemmar i en paraplyorganisation. Begreppet kopplas även samman med federation som är ett förbund, särskilt sammanslutning av stater, förbundsstat. 

## Definition
Det finns ingen självklar, objektiv definition av begreppet paraplyorganisation, dock går det att utgå från att en paraplyorganisation:
1. Det finns många organisationer under den styrande.
2. Det ingår att vara bra på att nätverka mellan organisationerna.
3. Det råder hög pålitlighet i relationen medlemsorganisation - styrande organisation.
4. Medlemmar är överens gällande översiktliga, gemensamma mål som den styrande organisationen tagit fram. [3]

Dessa delar går att applicera på flera olika organisationer som kan uttrycka sig i många olika former. Företaget Coca Cola, stiftelsen The Umbrella Foundation, skolor, fonder och liknande projekt är exempel på paraplyorganisationer. Dessa exempel går även att koppla samman med funktionsorganisationer, projektorganisationer och matrisorganisationer. 

## Umbrella Branding
Begreppet går även att koppla till umbrella branding som innebär att ett företagsnamn förknippar sitt namn med flera olika organisationer och dess respektive produkter. Exempel kan vara företaget Starbucks Corporation som under sitt företagsnamn har produkter så som Starbucks Coffee, Starbucks Tea och Starbucks Equipment. 

## Problem
Bekymmer som lätt kan uppstå i förhållande till mer centraliserade paraplyorganisationer är att paraplyorganisationen börjar styra och bestämma över de underliggande organisationerna. Detta ökar risken för att alla organisationer inom verksamheten ska fastna i samma rutiner och på så vis hämma deras utvecklingar. Detta går att koppla samman med Gagliardis teori om förändringsprocesser inom organisationskultur - den onda cirkeln. En lösning på detta problem kan vara att drastiskt förändra kulturen så det leder till en kulturell revolution och investeringar i de olika organisationerna. 

### Fotnoter
1. ↑  Anna Setzman. ”Medieservice”. Riksidrottsförbundet. http://www.rf.se/formedia. Läst 30 september 2017.
2. ↑  [(Nationalencyklopedin, federation.http://www.ne.se/uppslagsverk/encyklopedi/lång/federation (hämtad 2017-10-18). ”Federation”]. (Nationalencyklopedin, federation.http://www.ne.se/uppslagsverk/encyklopedi/lång/federation (hämtad 2017-10-18).. Läst 18 oktober 2017.
3. ↑  ”Umbrella Orgnaizations: Governance, Organizational Identity, and Communications”. Arkiverad från originalet den 18 oktober 2017. https://web.archive.org/web/20171018191044/https://ds.lclark.edu/anacaprimauro/wp-content/uploads/sites/45/2015/04/FWOCFinalReport.pdf. Läst 18 oktober 2017.
4. ↑  Bakka J.F, Lindqvist L och Fivelsdal E. Organisationsteori: Struktur, Kultur och Processer. Läst 18 oktober 2017
5. ↑  ”Umbrella Branding”. https://simplicable.com/new/umbrella-brand. Läst 18 oktober 2017.
6. ↑  ”Organizational Identity and the Structure of Nonprofit Umbrella Associations”. Arkiverad från originalet den 18 oktober 2017. https://web.archive.org/web/20171018191044/https://ds.lclark.edu/anacaprimauro/wp-content/uploads/sites/45/2015/04/FWOCFinalReport.pdf. Läst 18 oktober 2017.
7. ↑  Bakka J.F, Lindkvist L och Fivelsdal E. Organisationsteori: Struktur, Kultur och Processer. Läst 18 oktober 2017